# Charles-Louis de Beauvau-Craon
Pour les articles homonymes, voir Famille de Beauvau, Beauvau-Craon et Beauvau.
Charles-Louis Juste Élie Marie Joseph Victurnien de Beauvau, 6e prince de Beauvau est né le 5 mars 1878 et mort le 15 septembre 1942.

## Biographie
Fils du prince Marc de Beauvau-Craon (1816-1883) et de sa seconde épouse, Marie Adèle de Gontaut-Biron (1848-1938).
Il tomba passionnément amoureux de la princesse Bibesco, rencontrée lors d'un bal chez la princesse Eugène Murat en 1909, mais ne put l'épouser car celle-ci aurait dû divorcer, ce qu'eût permis sa religion orthodoxe mais que les usages du Faubourg Saint-Germain n'eussent pas toléré.
-Attaché de l'ambassade de France en Espagne en 1917. 
Il épouse à Casalecchio le 27 mars 1920 Mary Grace Gregorini (1896-1970)  qui lui donne un fils, Marc de Beauvau-Craon (1921-1982).
Vice-président du Cercle de l'Union interalliée en 1935 .
Ami de l'écrivain Maurice Barrès, il est, avec le maréchal Hubert Lyautey, à l'origine du monument de Sion, construit en hommage à l'homme de lettres.

## Distinctions
- Chevalier de la Légion d'Honneur du 24 mars 1923.
- Officier de la Légion d'honneur par décret du 14 février 1935 [3]

## Œuvres
- La Survivance Française au Canada (préface de Maurice Barrès), Emile-Paul, éditeurs. 1914 [lire en ligne]